# 張謙和
張 謙和（ちょう けんわ、生没年未詳）は、中国・清朝末期から、中華民国初頭の政治家、宦官。最後の皇帝溥儀に幼少期から仕えた。
2歳で皇帝になった溥儀の身の回りを世話、皇帝としての教育をした人物の一人。1912年、辛亥革命で清朝が滅亡。皇帝退位後も紫禁城に留まり溥儀に従ったが、辮髪を落とすなど、溥儀の一連の行動に批判的になり、やがて勘気を被って追放された。
一方で、映画『ラストエンペラー』や中国ドラマ『ラストエンペラー』においては、皇帝から人間として扱われぬ宦官という立場の一種の悲哀感を象徴する存在として、時代にさえ疎外されていく存在として描かれている。
| スタブアイコン | サブスタブ | この項目は、まだ閲覧者の調べものの参照としては役立たない、人物に関連した書きかけの項目です。この項目を加筆・訂正などしてくださる協力者を求めています（P:人物伝/PJ:人物伝）。 |